# Anthony Berkeley Cox
Pour les articles homonymes, voir Cox.
Ne doit pas être confondu avec Anthony Berkeley.
Œuvres principales
- Le Club des détectives (1929)
- Complicité (1931)
- Préméditation (1932)

Anthony Berkeley Cox (Watford, Hertfordshire, 5 juillet 1893 - Londres, 9 mars 1971), plus connu sous ses pseudonymes Anthony Berkeley et Francis Iles, est un écrivain britannique de roman policier.

## Biographie
Après ses études au University College de Londres, il sert dans l'armée pendant la Première Guerre mondiale. À la fin des hostilités, il signe de son nom des récits pour quelques magazines d'humour satirique, puis, sous le pseudonyme de Francis Iles, devient journaliste au Daily Telegraph. Il collabore également au Punch et à d'autres magazines d'humour.  En 1932, il épouse Helen Macgregor.
À ses débuts littéraires, qui remontent aux années 1920, il crée un héros récurrent, Roger Sheringham, dont il souhaite faire le plus insupportable possible de tous les détectives amateurs. Berkeley se rattache néanmoins dans ses tout premiers textes à l'école du whodunit, tel que pratiqué à l'époque par Agatha Christie ou John Dickson Carr. Il n'est pourtant pas homme à se laisser enfermer dans le moule d'un genre qui lui paraît limité à bien des égards, notamment sur les plans psychologique et social.  Aussi se lance-t-il dans une série d'expériences structurelles - Le Club des détectives (1929) propose pas moins de sept solutions différentes à une affaire d'empoisonnement - et s'emploie à dynamiter les conventions du roman policier. Citons aussi Le Gibet imprévu (1933), où le détective cherche à empêcher la police d'arrêter celui qu'il pense (à tort) être l'assassin d'une mégère, et Une erreur judiciaire (1937), qui relate a contrario les efforts d'un meurtrier, auteur d'un crime parfait, pour faire la preuve de sa culpabilité et sauver un innocent de la potence.
Cette démarche atteint son apogée dans trois romans policiers psychologiques (une nouveauté à l'époque) qu'il signe Francis Iles: Complicité (1931), Préméditation (1932) et Quant à la femme (1933). Ces textes - dont le deuxième inspire à Alfred Hitchcock son film Suspicion - rompent avec le roman d'énigme classique (l'identité du coupable est connue d'emblée) pour se concentrer sur l'approfondissement des personnages.
Il est l'un des fondateurs du Detection Club en 1930.
Sauf une poignée de nouvelles et, pour le compte du Sunday Times, de nombreuses critiques de romans policiers signées Francis Iles, il cesse de publier après 1939.

## Œuvre

### Romans

#### SérieRoger Sheringham
- The Layton Court Mystery (1925)
- The Wychford Poisoning Case (1926)
- Roger Sheringham and the Vane Mystery ou The Mystery at Lover's Cove (1927) Publié en français sous le titre Une femme qui tombe, Paris, Portulan, coll. « La Mauvaise Chance » no 37, 1949 ; réédition, Paris, Librairie des Champs-Élysées, coll. « Le Masque » no 2211, 1994
- The Silk Stockings Murders (1928) Publié en français sous le titre Le Mystère des bas de soie, Paris, Nouvelle Revue Critique, coll. « L'Empreinte » no 53, 1934
- The Poisoning Chocolates Case (1929), Ambrose Chitterwick apparaît également dans ce roman Publié en français sous le titre Le Club des détectives, Paris, Éditions Alexis Redier, coll. « Le Domino noir » no 4, 1931 ; réédition, Paris, Hachette, coll. « L'Énigme », 1947 ; réédition, Paris, Librairie des Champs-Élysées, coll. « Le Masque » no 1783, 1985
- The Second Shot (1930) Publié en français sous le titre Jouons au meurtre !, Paris, Intercontinentale d'éditions, coll. « Roman de minuit », 1947
- Top Storey Murder ou Top Story Murder (1931)
- Murder in the Basement ou Dead Mrs. Stratton (1932) Publié en français sous le titre La Morte gantée, Paris, Nouvelle Revue Critique, coll. « L'Empreinte » no 129, 1937
- Jumping Jenny ou Dead Mrs. Stratton (É.-U.) (1933) Publié en français sous le titre Le Gibet imprévu, Paris, Nouvelle Revue Critique, coll. « L'Empreinte » no 50, 1934 ; réédition, Paris, La Maîtrise du livre, coll. « L'Empreinte-Police » no 22, 1948 ; réédition, Paris, Librairie des Champs-Élysées, coll. « Le Masque » no 1911, 1988
- Panic Party ou Mr. Pidgeon's Island (É.-U.) (1934)

#### SérieAmbrose Chitterwick
- The Piccadilly Murder (1929) Publié en français sous le titre Le Meurtre de Piccadilly, Paris, Éditions Alexis Redier, coll. « Le Domino noir » no 16, 1932 ; réédition, Paris, Librairie des Champs-Élysées, coll. « Le Masque » no 2116, 1993
- Trial and Error ou A Puzzle in Poison (1937) Publié en français sous le titre Une erreur judiciaire, Paris, Nouvelle Revue Critique, coll. « L'Empreinte » no 154, 1938 ; réédition, Paris, La Maîtrise du livre, coll. « L'Empreinte-Police » no 27, 1949 ; réédition, Paris, Librairie des Champs-Élysées, coll. « Le Masque » no 1880, 1987

#### Autres romans
- Not To Be Taken ou A Puzzle in Poison (É.-U.) (1938) Publié en français sous le titre Sans remords, Paris, Portulan, coll. « La Mauvaise Chance » no 34, 1948 ; réédition, Paris, Librairie des Champs-Élysées, coll. « Le Masque » no 2008, 1990
- Death in the House (1939)

#### Romans signés Francis Iles
Note: Par mégarde, les éditions dans la collection Folio des deux premiers titres de Francis Iles intervertissent les textes.
- Malice Aforethought (1931) Publié en français sous le titre Complicité, Paris, Gallimard, 1933 ; réédition, Paris, Gallimard, coll. « La Méridienne », 1952 ; réédition, Paris, Gallimard, coll. « Folio » no 239, 1972
- Before the Fact (1932) Publié en français sous le titre Préméditation, Paris, Gallimard, coll. « Les Chefs-d'œuvre du roman d'aventures », 1932 ; réédition, Paris, Gallimard, 1939 ; réédition, Paris, Gallimard, coll. « La Méridienne », 1953 ; réédition, Paris, Gallimard, coll. « Le Livre de poche » no 676, 1961 ; réédition, Paris, Gallimard, coll. « Folio » no 421, 1973
- The Rattenbury Case (1936)
- As for the Women (1939) Publié en français sous le titre ...Quant à la femme, Paris, Gallimard, 1945 ; réédition, Paris, Gallimard, coll. « Folio » no 1785, 1986

#### Roman signé A. Monmouth Platts
- Cicely Disappears (1927)

#### Roman signé AB Cox
- The Family Witch (1925), roman non-policier
- Professor on Paws (1926), roman non-policier
- Mr Priestley's Problem ou The Amateur Crime (1927)

#### Romans écrits en collaboration avec des membres du Detection Club
- The Floating Admiral (1931) Publié en français sous le titre L'Amiral flottant, traduit par Violette Delevingne, Paris, Gallimard, coll. « Le Scarabée d'Or » no 1, 1936 ; réédition dans une nouvelle traduction par François Andrieux sous le titre L'Amiral flottant sur la rivière Whyn, Clermont-Ferrand, Éditions Paleo, coll. « De l'autre côté » no 4, 2003  (ISBN 2-84909-026-3)
- Ask a Policeman (1933)
- Six Against the Yard (1936)
- The Scoop and Behind the Screen (1983), ouvrage posthume

### Nouvelles

#### Recueil de nouvelles
- The Avenging Chance, and Other Stories (2004) - anthologie posthume de nouvelles

#### Nouvelles isolées
- The Avenging Chance (1929) Publié en français sous le titre Le Hasard vengeur, Paris, Fayard, Ric et Rac no 739, 1943
- The Wrong Jar (1929) Publié en français sous le titre Préparation suspecte, Paris, Opta, Mystère magazine no 17, juin 1949 ; réédition, Paris, Prêt-Publicité, Enquête policière no 5, 1973 ; réédition, Paris, Opta, L'Anthologie du Mystère no 19, 1974
- Mr. Simpson Goes to the Dog (1934) Publié en français sous le titre Mr Simpson au cynodrome, Paris, Opta, Mystère magazine no 20, septembre 1949
- The Policeman Only Taps Once (1936), longue nouvelle (ou court roman) parodiant le style de James M. Cain
- Publicity Heroin (1936)
- White Butterfly (1938)
- Mr. Bearstowe Says... (1943) Publié en français sous le titre Mr Bearstowe dit..., Paris, Opta, Mystère magazine no 19, août 1949 ; réédition, Paris, Opta, L'Anthologie du Mystère no 7, septembre 1965

#### Nouvelles isolées signées Francis Iles
- Outside the Law (1934) Publié en français sous le titre Récompense, Paris, Opta, Mystère magazine no 48, janvier 1952
- Dark Journey (1934) Publié en français sous le titre Sombre Randonnée, Paris, Opta, Mystère magazine no 4, avril 1948 ; réédition dans l'anthologie Les Chefs-d'œuvre du crime, Verviers, Gérard, Bibliothèque Marabout, coll. « Marabout Géant » no 254, 1966
- Sense of Humor (1935)
- Mrs. Rattenbury (1943)
- It Takes Two to Make a Hero (1943), réédité sous le titre The Coward en 1953 Publié en français sous le titre Le Lâche, Paris, Opta, Mystère magazine no 82, novembre 1954 ; réédition, Paris, Opta, L'Anthologie du Mystère no 7, 1963

#### Nouvelles isolées signées A.B. Cox
- The Matter-of-Fact Young Lady (1923)
- The Burglaring Joke (1923)
- The Author’s Crowning Hour (1924)
- Brendan Entertains (1925)
- A Story Against Reviewers (1925)
- The Match-Maker (1926)
- Three Pairs of Silk Stockings (1926)
- The Baiting of Bertram (1931)

### Théâtre signé A.B. Box
- Mr. Priestley's Adventure ou Mr. Priestley's Night Out (1928), adaptation scénique du roman Mr Priestley's Problem (1927)

### Autres publications signées A.B. Cox
- Jugged Journalism (1925)
- O England! (1934)
- A Pocketful of One Hundred New Limericks (1960)

## Sources
- Jacques Baudou et Jean-Jacques Schleret, Le Vrai Visage du Masque, vol. 1, Paris, Futuropolis, 1984, 476 p. (OCLC 311506692).
- Anne Martinetti, "Le Masque" : histoire d'une collection, Amiens, Encrage, coll. « Références » (no 3), 1997, 143 p. (ISBN 978-2-906-38982-3).
- Claude Mesplède, Dictionnaire des littératures policières, vol. 1 : A - I, Nantes, Joseph K, coll. « Temps noir », 2007, 1054 p. (ISBN 978-2-910686-44-4, OCLC 315873251, BNF 41162075), p. 211-212.